# Simca 1301 / 1501
 (avril 2023).
Si vous disposez d'ouvrages ou d'articles de référence ou si vous connaissez des sites web de qualité traitant du thème abordé ici, merci de compléter l'article en donnant les références utiles à sa vérifiabilité et en les liant à la section « Notes et références ».
Les Simca 1301/1501 ont succédé aux Simca 1300 / 1500 pour l'année-modèle 1967. Il s'agit en fait plus d'un restylage du modèle précédent que d'une véritable nouvelle voiture : la calandre, les clignotants et le capot avant ont été redessinés, tandis que l'arrière a été rallongé ; en revanche la cellule centrale n'a pas évolué (sur le break, les seules modifications portent sur l'avant).
Elles ont été remplacées par les Simca-Chrysler 1307 / 1308 / 1309 à partir de l'année-modèle 1976.

## Technique
Moteur longitudinal (1 290 cm3 ou 1 475 cm3), pont arrière rigide, et boîte de vitesses 4 rapports ou automatique. Fin 1969, la 1301 échange son moteur type « Rush » pour un moteur dérivé de celui de 1501.
Les différentes versions :
- 1301 LS, GL et GLS et break GLS 1 290 cm³ 57 ch 138 km/h.
- 1501 LS, GL et GLS et break GLS 1 475 cm³ 73 ch 151 km/h.
- Décembre 1969 suppression des GLS berline et break. Remplacement des 1301 GL par les Spécial : 70 ch 149 km/h, boîte manuelle ou automatique (berline et break).
- La 1301 LS reste au catalogue avec 60 ch.
- les 1501 existent désormais en GL et Spécial (berline et break) 1 475 cm³ 81 ch 160 km/h.
- Au millésime 1972, suppression des 1501 en France, jugées trop proches des nouvelles Chrysler 160 et 180.
- Les 1301 Spécial reçoivent les phares longue-portée qui équipaient les 1501 Special.
- Millésime 1973, suppression de la 1301 de base (ex LS).
- Au millésime 1974, retour des versions 1501 Spécial (berline et break) avec moteur dépollué 73 ch 154 km/h. La 1301 ne fera plus que 67 ch pour 146 km/h.
- 1976 sera le dernier millésime avec suppression définitive des 1501.

Ci-après les caractéristiques de la gamme 1301/1501:
| Simca 1301 / 1501 |             |                       |                  |               |                           |                            |                   |             |                      |
| Modèle            | Carrosserie | Dénomination          | Motorisation     | Cilindrée cm3 | Puissance ch DIN / tr/min | Couple moteur N m / tr/min | Masse à vide (kg) | Vitesse max | Années de production |
| 1301              | berline     | LS, GL e GLS          | Type 312T (Rush) | 1290          | 54/5200                   | 87/2600                    | 990               | 135         | 1966-69              |
| 1301              | berline     | LS                    | Type 345         | 1290          | 60/5400                   | 87.3/4300                  | 990               | 140         | 02/1970-08/1970      |
| 1301              | berline     | base                  | Type 345         | 1290          | 60/5400                   | 87.3/4300                  | 990               | 140         | 1970-71              |
| 1301              | berline     | Spécial               | Type 345 S       | 1290          | 70/5400                   | 88.3/4600                  | 1.010             | 152         | 1970-73              |
| 1301              | berline     | Spécial               | 2L2              | 1290          | 67/5400                   | 99/4000                    | 1.010             | 152         | 1973-75              |
| 1301              | Break       | LS, LS Familiale, GLS | Type 312T (Rush) | 1290          | 54/5200                   | 87/2600                    | 1.150             | 130         | 1967-68              |
| 1301              | Break       | GL                    | Type 312T (Rush) | 1290          | 54/5200                   | 87/2600                    | 1.150             | 130         | 1968-69              |
| 1301              | Break       | Spécial               | Type 345 S       | 1290          | 70/5400                   | 88.3/4600                  | 1.170             | 145         | 1970-73              |
| 1301              | Break       | Spécial               | 2L2              | 1290          | 67/5400                   | 99/4000                    | 1.170             | 143         | 1973-75              |
| 1501              | berline     | LS, GL, GLS           | Type 342         | 1475          | 69/5200                   | 100/2600                   | 1.010             | 147         | 1966-68              |
| 1501              | berline     | GL                    | Type 342 S       | 1475          | 81/5200                   | 122/4000                   | 1.020             | 160         | 1968-70              |
| 1501              | berline     | Spécial               | Type 342 S       | 1475          | 81/5200                   | 122/4000                   | 1.020             | 160         | 1968-70              |
| 1501              | berline     | Spécial               | 2N2              | 1475          | 73/5100                   | 114/3600                   | 1.020             | 160         | 1973-75              |
| 1501              | Break       | LS, LS Familiale, GLS | Type 342         | 1475          | 69/5200                   | 100/2600                   | 1.190             | 142         | 1967-68              |
| 1501              | Break       | GL                    | Type 342         | 1475          | 69/5200                   | 100/2600                   | 1.190             | 142         | 1968-69              |
| 1501              | Break       | GL                    | Type 342 S       | 1475          | 81/5200                   | 122/4000                   | 1.210             | 150         | 1969-71              |
| 1501              | Break       | Spécial               | Type 342 S       | 1475          | 81/5200                   | 122/4000                   | 1.210             | 150         | 1968-71              |
| 1501              | Break       | Spécial               | 2N2              | 1475          | 73/5100                   | 114/3600                   | 1.210             | 142         | 1973-74              |
| 1501              | Break       | Spécial               | 2N2              | 1475          | 71/5000                   | 114/3600                   | 1.210             | 140         | 1974-75              |

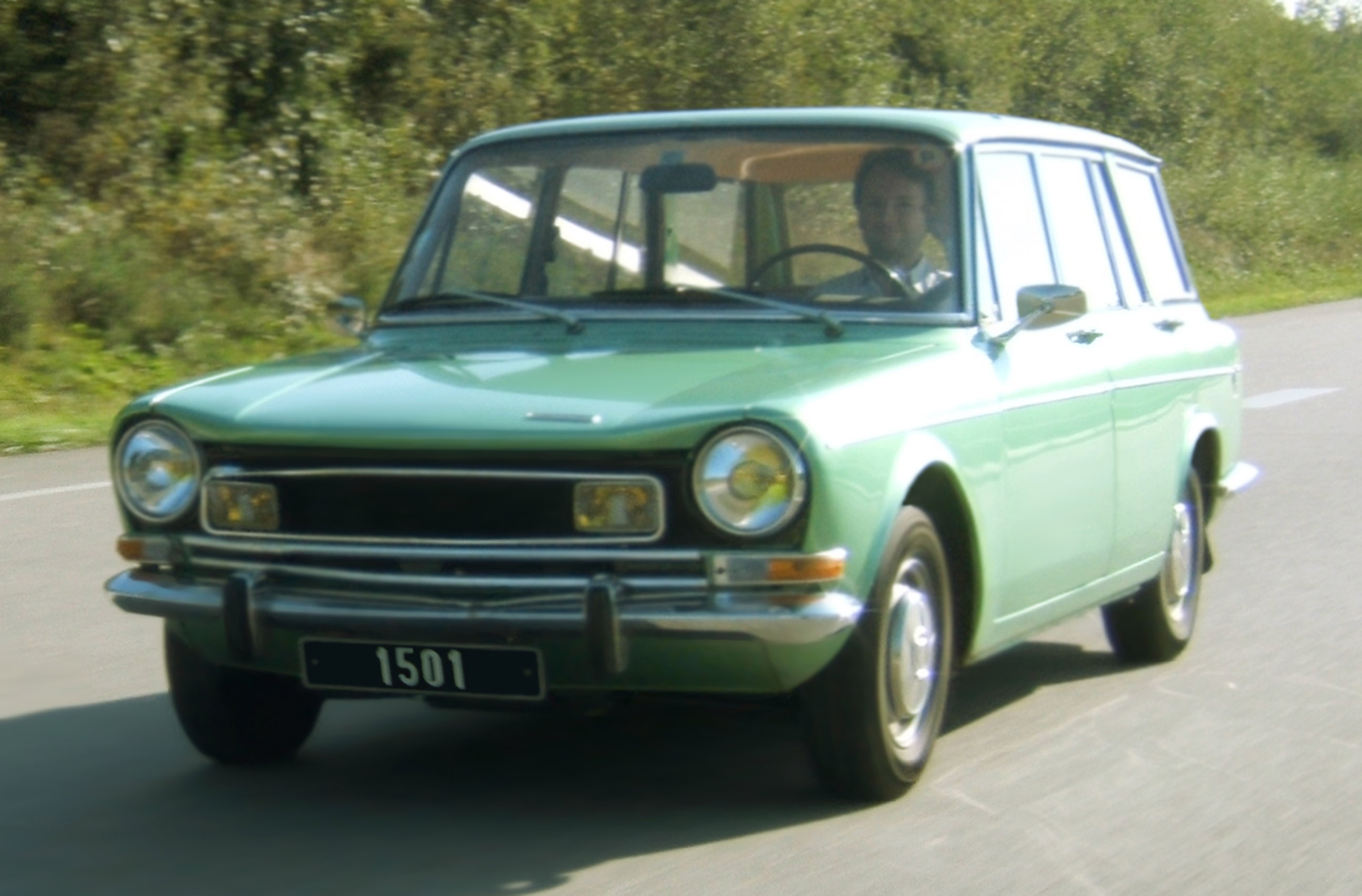
Simca 1501 Special Break (1970–1972)
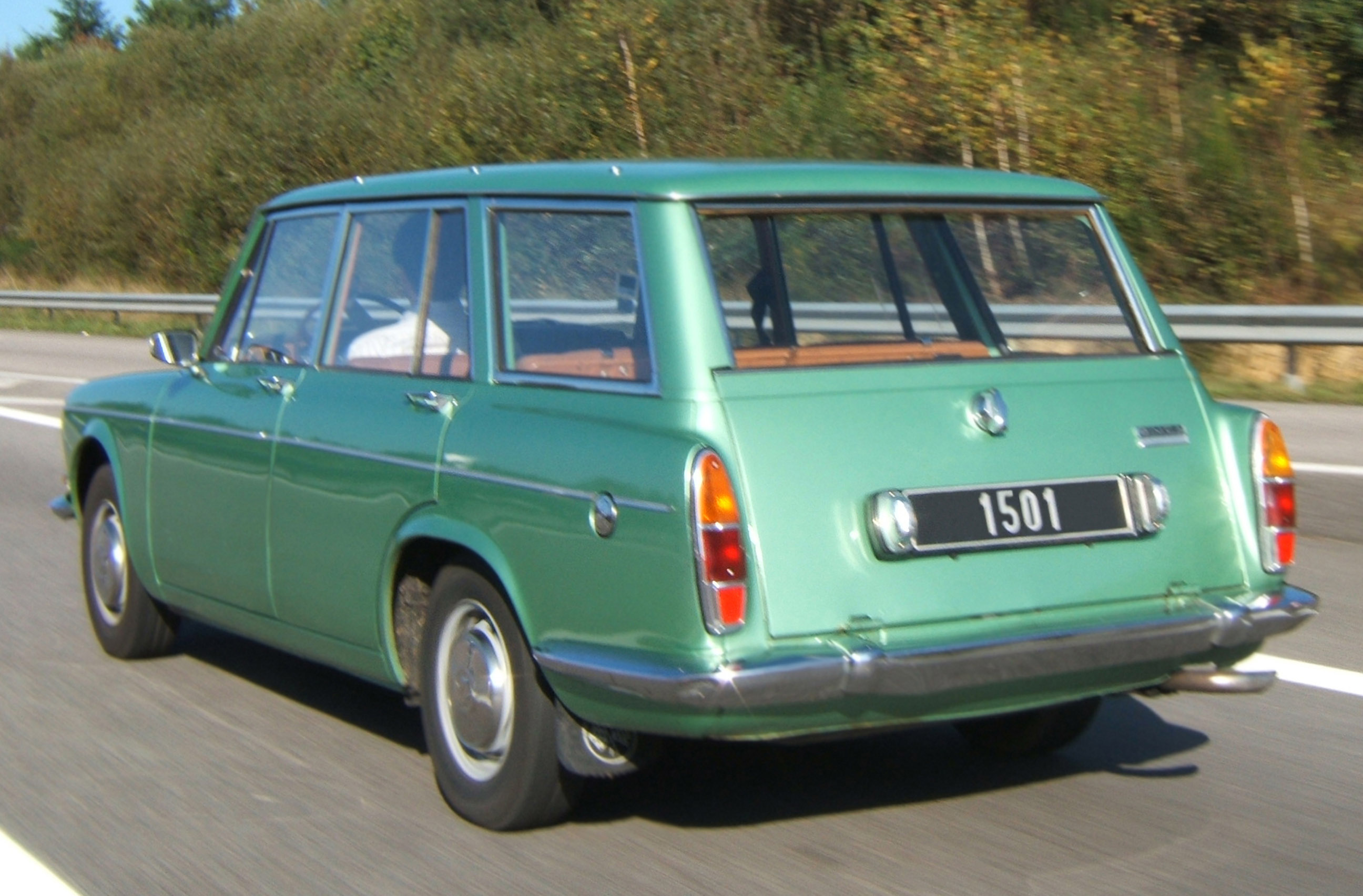
Vue arrière
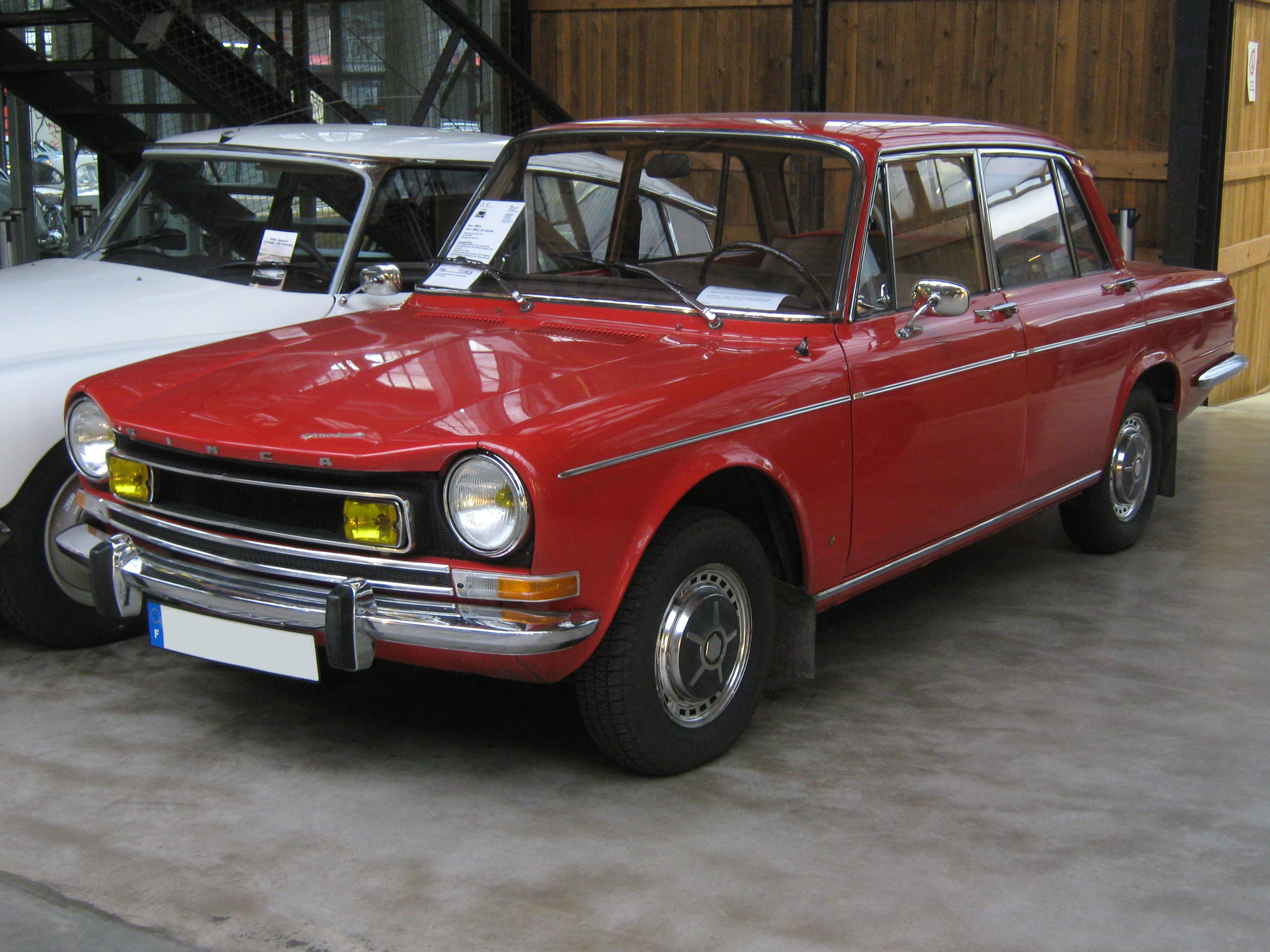
Simca 1301 Special (1972–1976)